# Кастельпланіо
Кастельпланіо (італ. Castelplanio) — муніципалітет в Італії, у регіоні Марке,  провінція Анкона.
Кастельпланіо розташоване на відстані близько 185 км на північ від Рима, 38 км на захід від Анкони.
Населення — 3535 осіб (2014).
Щорічний фестиваль відбувається 24 квітня. Покровитель — San Giuseppe.

## Демографія
Населення за роками:

Станом на 1 січня 2023 року в муніципалітеті офіційно проживало 370 іноземців з 42 країн, серед них 62 громадяни країн Євросоюзу та 7 громадян України.

## Сусідні муніципалітети
- Бельведере-Остренсе
- Майолаті-Спонтіні
- Поджо-Сан-Марчелло
- Розора